# Макаров Георгій Андріанович
Макаров Георгій Андріанович (14 квітня 1897, с. Коргуза — 19 березня 1978, Одеса) — генерал-лейтенант артилерії; гвардії генерал-майор.

## Біографія
Народився 1897 року. За документами місцем народження є Татарська АРСР, Тіньківський р-н, с. Коргуза (Казанська губ., Свіузький повіт, д. Кургуза). Брав участь у Громадянській війні в Росії та Другій світовій війні. У травні 1916 року був призваний до армії, відслуживши вступив на службу до Робочо-Селянської Червоної Армії в 1918 році. Брав участь у військових діях, що протікали на Західній Україні у 1939 році. 1940 року в Литовській РСР було розквартовано стрілецький корпус, у якому Георгія Андріановича було призначено начальником артилерії. За роки Другої світової війни відзначився у боях при обороні Ленінграда, очолював артилерію Невської оперативної групи, був призначений командувачем артилерії 6-ї Гвардійської армії. За бойові заслуги в 1942 Макарову присвоєно звання генерала-майора, а через два роки — генерала-лейтенанта артилерії. Після закінчення війни на Прибалтійському фронті командував артилерією. В 1945 командував артилерією 1-го Прибалтійського фронту. З 09.08.1945 — командувач артилерії 25-ї армії 1-го ДВФ.
У наступальній операції армії у другій половині червня 1944 року частини під командуванням Макарова зруйнували ешелоновану оборону противника, знищили і придушили техніку. За весь час настання артилерія зберігала повну взаємодію з усіма видами військ. Військова робота артилерії зазначена у наказі Верховного головнокомандувача від 24 червня 1944 року.
1947 року звільнений у запас за станом здоров'я з посади заступника командувача артилерії Одеського військового округу. Помер 1978 року. Похований на Другому Християнському цвинтарі Одеси.